# Porta Fiorentina (Pescia)
La Porta Fiorentina è un'antica porta della città di Pescia situata vicino al Duomo, costruita in onore di Gian Gastone de' Medici nel 1732 su progetto dell'architetto da Bernardo Sgrilli. La porta è sormontata dallo stemma dei Medici.